# Brugsforening
En brugsforening er en eller flere dagligvarebutikker som ejes i fællesskab af en samling af medlemmer. Foreningens formål er gennem fælles indkøb at sikre medlemmerne billige varer. Overskuddet af foreningen fordeles til medlemmerne enten gennem yderligere investering i brugsforeningen eller ved udbetaling gennem medlemsfordele i form af dividende eller bonus.I så fald sker fordelingen i forhold til, hvor meget hvert enkelt medlem har købt.

## England
Inspirationen til de danske brugsforeninger stammer fra Rochdale ved Manchester i England, hvor 28 arbejdere i 1844 åbnede den første brugsforening med mel, sukker og smør til fordelagtige priser. Dengang formuleredes de kooperative grundprincipper, som stadig er gældende: Åbent medlemskab, demokratisk styrelse, begrænset forrentning af medlemskapitalen og fordeling af udbyttet i forhold til omsætningen.  Gruppen blev kaldt Rochdalepionererne. 

## Danmark
Den første levedygtige brugsforening i Danmark var Thisted Arbejderforening, som blev etableret i 1866 på initiativ af præsten Hans Christian Sonne; men inden da var flere gange gennem 1850'erne forsøgt etableret brugsforeninger i København. Det lykkedes dog kun disse at eksistere i få måneder.
De danske brugsforeninger blev i 1896 samlet i Fællesforeningen for Danmarks Brugsforeninger, FDB. FDB ændrede i januar 2013 navn til Coop amba og har i dag 1,9 millioner medlemmer.

## Norge
Folk blev i længden nedtynget af en gæld, de aldrig kunne komme ud af, når de blev tvunget til at købe på kredit. I de første norske brugsforeninger var folk dog stadigvæk nødt til at bede om kredit. Bevægelsen havde sit udspring i det norske Venstre; senere blev den nært knyttet til arbejderbevægelsen. Kommunisterne var dog først stærkt imod, da de opfattede den som en borgerlig afledningsmanøver for at forhindre revolution; men i mellemkrigstiden ændrede de holdning. Der blev indgået aftale med fagforeningerne om den samme løn som i det private erhvervsliv, og garanteret 100 % medlemskab i fagforeningen Handel og kontor. Brugsforeningerne blev anset som en trussel for den etablerede købmandsstand, og Fædrelandslaget og NS var af principielle grunde imod dem. Under krigen prøvede NS at nazifisere bevægelsen, men det mislykkedes.  I dag hedder bevægelsen COOP Norge. 

### Bergen
Norges ældste samvirkelag lå i Arna udenfor Bergen, og åbnede i 1872.  I 30 år kæmpede norske bagere mod, at brugsforeningerne solgte billigere brød til almuen. I Bergen var bagernes privilegier knyttet til bagergården som fast ejendom. Døde bageren, kunne bageriet ikke afvikles; bagergården måtte finde og få ansat en anden bagermester. Et andet problem for norske brugsforeninger var filiallovene. I Norge måtte en forretning ikke have flere end ét udsalg i en og samme kommune. I Bergen indvendte man også mod brugsforeningen, at den drev i strid med den norske handelslov, fordi bestyrelsen ikke havde løst handelsbrev. Det var imidlertid medlemmerne selv, der svigtede, da Bergen forbrugsforening gik konkurs i 1870'erne. Pga de dårlige tider trak de indskuddene ud. I Bergen nægtede de lokale margarineproducenter også at levere til forbrugsforretningerne, så i 1911 købte de selv margarinefabrikken "Norge" i Bergen,  og sørgede for en lønsom produktion frem til 1968. 

### Ulvik
Bygden Brakanes i Hardanger oplevede også en opblomstring. Stedet behøvede en forretning, men så sent som i 1855 gik kommunestyret mod både forretning og dampskibsekspedition i Ulvik; al ydre påvirkning, som kredit og alkohol, blev anset for at være af det onde. Fristelserne ville blive for store. Men forbrugsforeningen kom, og med den logi for rejsende på første sal. Senere startede bestyrer Vestrheims kone et af de tre hoteller i Ulvik. Da dele af Ulvik gik ind i Ullensvang og Granvin i 1891, åbnede man forbrugsforretninger også her. Folk følte nærhed til den lokale forretning, så hver bygd havde sit "s-lag" (forkortelse for "samvirkelag"). 

## Eksterne Kilder / henvisninger
- coop.dk om Coops historie.
- "Brugsen - en anderledes forretning" af Kristoffer Jensen (red). Samvirke, 2016